# Vito Castorina
Vito Castorina (* 7. Juli 1910 in Giarre; † 9. September 1965 in Rom) war ein italienischer Komponist, Dirigent und Musikpädagoge.
Castorina studierte ab 1920 am Konservatorium von Neapel und schloss das Studium 1928 mit einem Diplom im Fach Orchesterleitung ab. Er arbeitete dann als Komponist für das Revue-Theater und komponierte u. a. für Totò, Erminio Macario und Nino Taranto. Für die Musik zu einer Show von Macario wurde er mit der Maschera d’Argento ausgezeichnet. Daneben komponierte Castorina auch Filmmusiken.
1952 ging er mit einer italienischen Schauspielgruppe nach Mexiko, arbeitete dann in Argentinien und schließlich in der Dominikanischen Republik, wo er dreizehn Jahre lang das Orchester des Radiosenders La Voz Dominicana leitete. Auf Anregung von Petán Trujillo, dem Leiter von La Voz Dominicana, gründete er zudem ein Streichorchester, das gleichfalls unter seiner Leitung stand.
Außerdem unterrichtete Castorina am Konservatorium von Santo Domingo; u. a. war Rafael Solano sein Schüler. Als Orchesterleiter arbeitete er u. a. mit Rafael Sánchez Cestero, Henry Ely, Arístides Incháustegui und Ivonne Haza zusammen mit machte mit Werken wie Cavalleria rusticana und La traviata die italienische Oper in der dominikanischen Republik bekannt. 1965 kehrte er nach Italien zurück und starb im September des gleichen Jahres in Rom.